# Syneches rusticus
Syneches rusticus är en tvåvingeart som beskrevs av Enrico Adelelmo Brunetti 1913. Syneches rusticus ingår i släktet Syneches och familjen puckeldansflugor. Inga underarter finns listade i Catalogue of Life.